# A keceli rendőrőrs ostroma
A keceli rendőrőrsöt 1956. október 28-án támadták meg felfegyverzett tüntetők, akik a rendőrőrs lefegyverzését követelték. A konfliktus során egy ember meghalt, három megsebesült, de az épületet nem sikerült elfoglalniuk.

## Előzmények
1956. október 27-én Flaisz József vasutas Budapestről hazatért Kecelre, és a forradalmi események hatására társaival a köztereken található zászlókból kivágták a Rákosi-címereket.
Kora délután tüntető tömeg alakult, és a rendőrség elé vonult. Az itt található szovjet emlékművet és zászlótartó építményt traktorral akarták ledönteni. A megmozdulásra négy rendőr érkezett a helyszínre, akik ugyan megakadályozták a rongálást, de visszakergették őket a rendőrőrsre. Ott a tüntetők követelték fegyvereik átadását, amit a rendőrök megtagadtak. Ezt követően a községi tűzoltóparancsnok javaslatára, megegyeztek abban, hogy másnap visszatérnek. és ledöntik a szovjet emlékművet.

## A rendőrőrs ostroma
1956. október 28-án ismét tüntetés kezdődött a rendőrség előtt körülbelül 400 fős tömeg részvételével, akik a rendőrség lefegyverzését követelték. A szovjet emlékművet lebontották a község vezetőségének engedélyével. Az épületbe szorult rendőrök segítséget kértek a honvédségtől. (A rendelkezésre álló források megegyeznek abban, hogy a kiskőrösi laktanyából érkezett alakulat a rendőrök megsegítésére, azonban tévesen a 19. lövész, ill. gépesített ezred katonáit említik. Ez az alakulat csak 1953-ig állomásozott Kiskőrösön, az OSZK adatai szerint. Az események idején Kiskőrösön a MN 10. Tüzérezred állomásozott.) Eközben a tüntetők egy csoportja küldöttségbe ment a rendőrségre, és átadták követeléseiket, ám azok teljesítését a rendőrök megtagadták. A kiérkező katonai alakulat láttán sem akarták elhagyni a tüntetők a területet, így az alakulat parancsnoka tűzparancsot adott ki. Egy tüntető (Horváth Sándor) életét vesztette, és további három személy megsebesült. A község fölött egy katonai repülőgép is megjelent, és lövéseket adott le a községre, de itt sebesültekről nincs információ.
Sötétedés után a tüntetők visszatértek vadászpuskákkal felfegyverkezve, és megpróbálták elfoglalni a rendőrőrsöt. Az ostromlók között voltak Masek László, Csellik Lajos, Majorosi József, Palásti Károly, Feró Imre, Benyák Ferenc, Haszilló József, Majer Győző, Mészáros János és Simon András. Miután Mészáros János felfeszítette a rendőrség kapuját, tűzpárbaj alakult ki a védők és az ostromlók között. Földes János és egy Kardos vezetéknevű helyi lakos a tűzharcban megsebesült, őket Zentai István cukrászdájában látták el. A sikertelen akciót követően a tanácsházát támadták meg, ahova be is hatoltak, és elégették a begyűjtési- és adóhivatal iratait.

## Következmények
Október során a lakosság követelte a fegyveres konfliktusban részt vevő rendőrök eltávolítását a rendőri állományból, és kitiltásukat a településről. Szintén még októberben Laki András vezetésével elkezdték megszervezni a Független Kisgazda-, Földmunkás- és Polgári Párt helyi szervezetét.
December 5-én a járási tanács választmányi bizottsága Márfi György elnökhelyettes lemondását elfogadta.